# Хахмати
Хахмати (груз. ხახმატი) — село в Грузии, в муниципалитете Душети края Мцхета-Мтианети. 

## География
Село расположено в северной части края, в 79 километрах по прямой к северо-востоку от центра муниципалитета Душети. Высота центра — 1940 метров над уровнем моря.

## Население
По данным переписи населения 2014 года, в селе проживало 6 человек.
| Год  | Население | Мужчины | Женщины |
| ---- | --------- | ------- | ------- |
| 1926 | 69        | 35      | 34      |
| 2002 | 17        | 10      | 7       |
| 2014 | 6         | 4       | 2       |